# يو إف سي ليلة القتال: سوانسون ضد لوبوف
يو إف سي ليلة القتال: سوانسون ضد لوبوف (بالإنجليزية: UFC Fight Night: Swanson vs. Lobov)‏ (المعروف أيضًا باسم يو إف سي ليلة القتال 108) هو حدث لفنون القتال المختلطة نظمته يو إف سي، وأُقيم في 22 أبريل 2017، على بريدجستون أرينا في ناشفيل، تينيسي، الولايات المتحدة.